# Sovrapensieri
Sovrapensieri è il secondo album dei Martinicca Boison, pubblicato nel maggio 2008.

## Tracce
1. Buongiorno   (L. Ugolini) 1.13
2. Con la biro sulle mani   (L. Ugolini) 3.32
3. Malgré tout... je chante   (L. Ugolini) 3.28
4. Trenta modi per lasciare il segno   (L. Ugolini) 3.58
5. Rainbow song in Bosnia   (L. Ugolini) 4.32
6. La danza dell'occhio pesante   (L. Ugolini) 3.42
7. Il gatto parla   (P. Pampaloni) 3.21
8. Kairòs    (L. Ugolini) 5.24
9. Buonasera   (P. Pampaloni) 1.04
10. In the mood for love   (L. Ugolini) 4.29
11. Sovrapensieri   (L. Ugolini) 3.05
12. Buonanotte   (F. Cusumano) 2.11

## Crediti
Formazione: Lorenzo Ugolini (voce, pianoforte, ch. acustica); Francesco Frank Cusumano (chit. acustica, elettrica, classica, banjo, piano, arpa celtica, cori); Paolino Paolo Pampaloni (basso, voce, cori); Marco Zagli ‘Zazà’ (batteria); Andrea ‘Endless’ Rapisardi (violino, cori); Gabriele Gabri Baratto (clarinetto, cornamuse, whistles); Pablo ‘GaNba’ Cancialli (percussioni, steel drum) + Daniele ‘Tromba’ Bao (fonico).
Hanno partecipato: Sabrina Tinghi Baratto (cori), Lucia Sargenti (voce e cori), Irene Cilio (cori), Rocco Brunori (tromba), Erriquez Greppi (tastiere e cori).
Produzione artistica: Erriquez Greppi
Produzione esecutiva: Materiali Sonori e Martinicca Boison
Registrazione e programming effettuati presso gli studi “Paolo Corsi” – Montevarchi (AR); “Trombetta Records Studios” – Castelfranco di Sopra (AR); “Trecento Studios” – Montespertoli (FI)
da Daniele ‘Tromba’ Bao
Editing e mixaggio: Gianluca Vaccaro presso ‘Stemma Studios’ – Roma
Mastering di Fabrizio De carolis presso ‘Reference Studios’ – Roma
Preproduzione di Daniele ‘Tromba’ Bao effettuata presso gli ‘Ex-Macelli’ – Faella (AR)
Production manager: Giampiero Bigazzi
Materiali Sonori Edizioni musicali
Progetto grafico di Federico Piras
Fotografie: Federico Piras, Valentina Cesarini, Agnese Da Col